# Адолф I (Шауенбург и Холщайн)
Адолф I фон Шауенбург и Холщайн (на немски: Adolf I von Schauenburg und Holstein; * пр. 1106; † 13 ноември 1130) е първият граф на Шауенбург (1106 – 1130) и вторият граф на Графство Холщайн и Щормарн от 1100 г. (1111) до 1130 г.

## Биография
Той произлиза от фамилията на графовете на Шаумбург.
Херцог Лотар от Суплинбург (по-късният крал и император Лотар III), номинира през 1110 г. своя подчинен Адолф фон Шауенбург за наследник на граф Готфрид фон Хамбург († 2 ноември 1110), който паднал убит в боеве против славяните. Той получава графствата Холщайн и Щормарн, към които принадлежал и Хамбург. Така започва в Графство Холщайн времето на управлението на Шауенбургите за следващите почти 350 години.
Той получава диференции със славянското племе Вагри. През 1130 г. Адолф събаря замък Зигесбург (в днешен Бад Зегеберг), построен през 1128 г. от датския херцог Кнуд Лавард, владетелят на Ободритите.
След смъртта му е наследен от втория му син Адолф II. Първият му син Хартунг е убит в битка през 1126 г.

## Фамилия
С Хилдева той има два сина и две дъщери:
- Хартунг († ок. 1126)
- Адолф II (* 1128; † 1164), граф на Шауенбург и Холщайн
- Мехтхилд (* 1126), ∞ Лудолф I фон Дасел (ок. 1115 – 1166), граф на Дасел
- Аделхайд (* 1130)